# 노스트라다무스 (영화)
《노스트라다무스》(영어: Nostradamus)는 영국, 프랑스, 독일, 루마니아에서 제작된 로저 크리스천 감독의 1994년 전기 드라마 영화이다. 체키 카리오 등이 출연하였고, 에드워드 사이먼스 등이 제작에 참여하였다.

## 출연진
- 체키 카리오
- F. 머리 에이브러햄
- 륏허르 하우어르
- 어맨다 플러머
- 줄리아 오먼드
- 아숨프타 세르나
- 앤서니 히긴스
- 다이애나 퀵
- 마이클 고프
- 마이아 모르겐스테른
- 마이클 번

## 기타 제작진
- 배역: 조이스 갤리, 샐리 오소바
- 미술: 피터 J. 햄프턴
- 의상: 울라 고테